# Marana i Cyra
Marana (również Maryna), cu. Prepodobnaja Marina i Cyra (również Chira, Cira lub Kira), cu. Prepodobnaja Kira (zm. ok. 450) – żyjące w V wieku pustelnice, dziewice i święte Kościoła katolickiego oraz prawosławnego.

## Żywot świętych
Informacje o nich pochodzą z Historii mnichów syryjskich (Religiosa Historia) autorstwa Teodoreta, greckiego pisarza i biskupa Cyru (Ḳūrus w Syrii), który odwiedzał pustelnice.
Obie kobiety urodziły się w arystokratycznych rodzinach i wychowały w Beroei (dzisiejsze Aleppo w Syrii). W młodości pod natchnieniem opuściły rodzinne miasto by oddać się życiu ascetycznemu w którym wytrwały przez czterdzieści dwa lata. Wybudowały pod gołym niebem małe obejście z kamieni i błota w którym znajdowało się małe okienko, będące łącznością ze światem zewnętrznym i którym podawana była im żywność. Mała pustelnia znajdowała się w zasięgu ludzkich siedlisk, aby słyszano ich modlitwy oraz słowa i brano z nich przykład do życia w miłości i modlitwie.
Tylko Marana mogła rozmawiać z innym kobietami i to tylko na Wielkanoc. Głosu Cyry nikt nie słyszał.
Pustelnice były ubrane w długie bluzy, całkowicie ukrywające głowę i twarz oraz piersi i ręce. Nosiły żelazne łańcuchy na szyjach, talii i nadgarstkach takiej wagi, aby słabszej postury Cyra mogła przyjąć  pozycję pionową. Na prośbę biskupa Cyru odkładały je, by po jego odejściu włożyć je z powrotem. Na wniosek Teodoryta obudowano im pustelnię aby chroniła kobiety przed upałem i zimnem, deszczem lub śniegiem. Tylko dwa razy opuściły pustelnię. Udając się do Jerozolimy ćwiczyły abstynencję w jedzeniu przed kolejną pielgrzymką i tylko raz przyjęły pokarm. W kolejną podróż udały się do grobu św. Tekli w Seleucji Izauryjskiej.

## Kult
Ich wspomnienie liturgiczne w Kościele katolickim obchodzone jest 28 lutego za Martyrologium Rzymskim lub 3 sierpnia za Martyrologium Baroniusza. W synaksarionach bizantyńskich zostały wpisane pod dniem 28 czerwca.
Ujęte zostały również w niektórych prawosławnych i rosyjskich synaksarionach, ale nie w greckich czy rumuńskich, a mimo to uznawane są za rumuńskie święte.
Cerkiew prawosławna wspomina święte mniszki (prepodobnyje) 28 lutego/13 marca, tj. 13 marca (lub 12 marca w roku przestępnym) według kalendarza gregoriańskiego.